# Brian Baker
Brian Baker, född 25 februari 1965, är en amerikansk musiker, sedan 1994 gitarrist i punkrockbandet Bad Religion. Han spelade innan dess med bland andra Minor Threat (där han även spelade basgitarr), The Meatmen och Dag Nasty och var under korta perioder medlem i Government Issue och Samhain. 1994 blev han erbjuden en plats som turnégitarrist i R.E.M. men tackade nej och gick med i Bad Religion istället. Han ersatte därmed Brett Gurewitz som hoppade av. Vid Gurewitz återkomst 2001 stannade Baker dock kvar.

## Diskografi (urval)
Album med Bad Religion
- The Gray Race (1996)
- Tested (1997)
- No Substance (1998)
- The New America (2000)
- The Process of Belief (2002)
- The Empire Strikes First (2004)
- New Maps of Hell (2007)
- The Dissent of Man (2010)
- True North (2013)
- Age of Unreason (2019)

Album med Dag Nasty
- Can I Say (1986)
- Wig Out at Denko's (1987)
- Field Day (1988)
- 85-86 (1991)
- Four on the Floor (1992)
- Minority of One (2002)
- Dag with Shawn (2010)

Album med Junkyard
- Junkyard (1989)
- Sixes, Sevens & Nines (1991)
- Shut Up – We're Trying To Practice! (2000)
- Tried and True (2003)
- High Water (2017)
- Old Habits Die Hard (2019)